# Триллиум Куробояши
Триллиум Куробояши (лат. Trillium kurabayashii) — вид цветкового растения семейства Мелантиевые (Melanthiaceae). Эндемик западной части Соединенных Штатов, встречается на крайнем юго-западе Орегона, северо-западной Калифорнии и Сьерра-Неваде в северной Калифорнии. Впервые описан Джоном Дэниелом Фрименом в 1975 году. Видовой эпитет Курабаяши дан в честь Масатаки Курабаяши, японского цитолога и популяционного генетика, который первым постулировал существование этого таксона. Он выделяется большим заметным тёмно-фиолетово-красным цветком, одним из самых крупных из всех триллиумов с сидячими цветками.
В отличие от большинства других авторитетных источников, влиятельное Руководство Джепсона не признает Trillium kurabayashii как отдельный вид. Это несоответствие привело к широко распространенной путанице в отношении идентификации и распространения других триллиумов с пурпурными цветками, произрастающих в Калифорнии, а именно Trillium angustipetalum и Trillium chromoropetalum.

## Описание
Многолетнее травянистое растение, сохраняющееся за счёт подземного корневища. Как и все триллиумы, имеет мутовку из трёх прицветников (листьев) и одиночный трижды симметричный цветок с 3 чашелистиками, 3 лепестками, два ряда мутовок по 3 тычинок каждая, и сросшихся 3 плодолистика в одну завязь с 3 рыльцами. Поскольку у его цветка нет цветоножки, триллиум Кубояши относится к подроду Sessilia, который включает триллиумы с сидячими цветками.
Стрелка прямая, 28–44 см длиной, обычно 2,3 – 2,5 раз длиннее прицветников. Прицветники сидячие, яйцевидные или широкояйцевидные, 11–18 см длиной, темно-зелёные, с обычно слегка заостренными кончиками. Чашелистики ланцетные, 42–70 мм длиной, расходящиеся, зеленоватые или в основании пурпурные. Лепестки обратноланцетные, 65–105 мм длиной, длина больше ширины обычно в 3,3 – 4,6 раз, прямостоячие, тёмно-фиолетовые (называемые по-разному: бордово-красными, красно-фиолетовыми, пурпурно-красными или ярко-пурпурными), нижняя сторона обычно более тусклая, чем верхняя. Тычинки прямостоячие, 16–25 мм длиной; нити короткие, тёмно-фиолетовые; пыльники внутри, 14–21 мм длиной, с жёлтой пыльцой; завязи длиной до 0,5 мм. Плодолистик примерно 4/5 высоты или равен тычинкам; яичник яйцевидный, 9–13 мм высотой, темно-фиолетовый, в сечении округлый шестиугольник; рыльца грубо шиловидные, 6–8 мм длиной, прямостоячие, темно-фиолетовые. Цветки при цветении имеют пряный или затхлый запах, иногда с возрастом становятся зловонными. Плоды тёмно-красновато-фиолетовые, от яйцевидных до эллипсоидных, слабоокруглые, 20–50 мм, мясистые.
У триллиума Курабаяшии один из самых крупных цветков среди триллиумов с сидячими цветками. Зарегистрирована длина лепестков до 14 см.

### Похожие виды
Триллиум Курабаяшии часто путают с другими триллиумами с сидячими цветками на западе США, частично из-за морфологического сходства, но также из-за давних разногласий относительно таксономии.
Ареалы Trillium kurabayashii и T. albidum перекрываются, но их цветки очень разные, поэтому вероятность путаницы, когда рассматриваемое растение находится на стадии цветения, невелика. С другой стороны, аборигенные ареалы T. Курабаяши и Т. chromoropetalum не перекрываются, но из-за отсутствия данных о местонахождении эти два вида часто путают, поскольку оба могут (и обычно имеют) иметь тёмно-фиолетовые цветки. Чтобы отличить эти два вида, диагностическим является относительная длина тычинок: тычинки Т. kurabayashii примерно такой же длины (или немного длиннее), как и плодолистики, тогда как тычинки T. chromopetalum почти в два раза длиннее плодолистиков. Также стрелка Т. курабаяши в 2,4–2,6 раз длиннее прицветников, а стрелка Т. chromoropetalum — в 3–3,3 раз. Наконец, запах, издаваемый цветком Т. kurabayashii имеет пряный характер и с возрастом может стать зловонным, тогда как цветочный запах T. chloropetalum приятный и похож на розу.
Trillium kurabayashii отличается от T. angustipetalum по форме листьев и размерам цветков. Листья Т. kurabayashii сидячие, обычно с заостренными кончиками, тогда как листья Т. angustipetalum имеют узкое черешковое основание и закругленные или тупые кончики. В среднем чашелистики Т. kurabayashii длиннее и шире, чем у T. angustipetalum. Поскольку лепестки Т. angustipetalum значительно уже, относительные размеры лепестков у каждого вида резко различаются. Лепестки Т. Курабаяши и Т. angustipetalum имеют среднее соотношение длины к ширине (2,7)4,5(5,8) и (6,5)9,0(11,0), соответственно.

## Таксономия
Trillium kurabayashii был одним из пяти новых видов триллиумов с сидячими цветками, описанных Джоном Дэниелом Фрименом в 1975 году (остальные: T. albidum, T. decipiens, T. foetidissimum, и T. reliquum). Видовой эпитет курабаяши дан в честь Масатака Курабаяши, японского цитолога и популяционного генетика, чья работа впервые предположила наличие непризнанного вида триллиума с сидячими цветками на западном побережье Соединенных Штатов.
Существует форма с жёлтыми цветками: Trillium kurabayashii f. luteum V.G.Soukup — синоним Trillium kurabayashii J.D.Freeman. Эта форма имеет жёлтые или зеленовато-жёлтые цветы с небольшим количеством пурпурных пигментов или без них. Он отличается от жёлтой формы Trillium chromoripetalum, таксона, чей природный ареал не пересекается с Trillium kurabayashii.
Некоторые авторитетные источники, в том числе Руководство Джепсона, считают Trillium kurabayashii J.D.Freeman синонимом Trillium angustipetalum (Torr.) J.D.Freeman. Большинство других авторитетных источников, включая базу данных USDA PLANTS, Flora of North America и Plants of the World Online, признают Trillium kurabayashii как отдельный вид. Это разногласие привело к широко распространенной путанице в отношении идентификации и распространения других триллиумов с пурпурными цветками, произрастающих в Калифорнии.

## Распространение и среда обитания
На западе США существуют две небольшие разрозненные популяции Trillium kurabayashii . Одна популяция простирается вдоль западного склона гор Кламат от округа Карри на крайнем юго-западе Орегона до округа Гумбольдт на северо-западе Калифорнии. (Типовой экземпляр был найден на опушке вырубленного красного леса в городе Кламат в округе Дель-Норте, Калифорния). Другая популяция встречается в западных предгорьях Сьерра-Невады, в округах Плейсер, Невада, Юба и Бьютт в северной Калифорнии. За пределами его естественного ареала гражданские ученые наблюдали T. курабаяши в нескольких округах Калифорнии и Орегона.
Естественный ареал Trillium kurabayashii пересекается с ареалом T. angustipetalum и Т. albidum . Т. курабаяши встречается вдоль ручьев на опушках прибрежных секвойных лесов; в густых, влажных хвойно-лиственных лесах; и на возвышенностях, как в лесах, так и на открытых травянистых лугах с редкими дубами. Растёт на высоте 30–150 м вдоль побережья и 300–1000 м в Сьерра-Неваде. Предпочитает богатую перегноем почву.

## Экология
На западном побережье триллиум Курабаяши цветет с конца марта до середины апреля. Цветение в Сьерра-Неваде наступает несколько позже, с начала апреля до начала мая. Он зимостоек в садах центрального Мичигана, но всходит так рано, что повреждается морозами и поэтому никогда не растет в этом регионе.

## Использование
Садовое растение, известное в питомниках как Trillium sessile var. rubrum. Rubrum широко покупался и продавался в 1950-х и 60-х годах. У него были сидячие цветы с большими тёмно-красными прямостоячими лепестками на сильно пестрых сидячих листьях. Доступность этого растения во многом стала заслугой человека по имени Гилман Кизи из Корваллиса, штат Орегон, который выращивал растения из семян в больших количествах. К 1968 году его годовой урожай цветущих растений достиг около 15 000. Кизи собрал свои оригинальные три растения на северо-западе Калифорнии в 1947 году, предполагая, что на самом деле это был Trillium kurabayashii, единственный вид триллиума с сидячими цветками, который, как теперь известно, встречается в этом регионе.

## Внешние ссылки
- Citizen science observations for Trillium kurabayashii at iNaturalist
- Trillium kurabayashii (англ.). UBC Botanical Garden. Дата обращения: 18 марта 2022.
- Trillium kurabayashii (англ.). Consortium of Pacific Northwest Herbaria. Дата обращения: 20 марта 2022.